# Daniel Congré
Daniel Congré (ur. 5 kwietnia 1985 w Tuluzie) – francuski piłkarz występujący na pozycji obrońcy. Obecnie jest zawodnikiem Montpellier HSC.

## Kariera klubowa
Congré jest wychowankiem Toulouse FC. Do ekipy juniorskiej tego klubu trafił latem 1996 roku, w wieku 11 lat. Do pierwszej drużyny Toulouse, wówczas występującej w Ligue 1 został przesunięty w sezonie 2004/2005. We francuskiej ekstraklasie zadebiutował 13 listopada 2004 w zremisowanym 1-1 meczu ze Stade Rennais. Wszedł wówczas na boisko w 46. minucie spotkania, zmieniając François Clerca. W sumie w debiutanckim sezonie zagrał w lidze 23 razy. 19 listopada 2005 strzelił pierwszego gola w ligowej karierze. Było to w przegranym 1-4 spotkaniu ze Stade Rennais. W ciągu następnych dwóch sezonów jego gra w składzie był ograniczona z powodu złamania lewej stopy w ligowym pojedynku z RC Lens, rozegranym 20 marca 2006. Ta kontuzja zmusiła do opuszczenia reszty sezonu 2005/2006, a także początku następnego. W sezonie 2006/2007 uplasował się z klubem na trzeciej pozycji w lidze i wywalczył z nim awans do kwalifikacji Ligi Mistrzów. Congré nie wystąpił w tych rozgrywkach z powodu urazu ramienia, a jego klub został tam pokonany w dwumeczu 5-0 przez Liverpool FC. Został więc przesunięty do Pucharu UEFA, który zakończył na fazie grupowej. W sezonie 2007/2008 powrócił do gry w Ligue 1, jednak w listopadzie doznał kontuzji, która wykluczyła go z gry do końca rozgrywek. W sezonie 2008/2009 nadal uczestniczy z klubem w rozgrywkach ekstraklasy.
20 czerwca 2012 roku podpisał czteroletnią umowę z Montpellier HSC.
| Sezon   | Klub            | Kraj    | Rozgrywki | Mecze | Bramki | Rozgrywki Europy                    | Mecze | Bramki |
| ------- | --------------- | ------- | --------- | ----- | ------ | ----------------------------------- | ----- | ------ |
| 2004/05 | Toulouse FC     | Francja | Ligue 1   | 23    | 0      | –                                   | –     | –      |
| 2005/06 | Toulouse FC     | Francja | Ligue 1   | 16    | 1      | –                                   | –     | –      |
| 2006/07 | Toulouse FC     | Francja | Ligue 1   | 17    | 0      | –                                   | –     | –      |
| 2007/08 | Toulouse FC     | Francja | Ligue 1   | 9     | 0      | Liga Mistrzów UEFA Liga Europy UEFA | 0 4   | 0      |
| 2008/09 | Toulouse FC     | Francja | Ligue 1   | 29    | 1      | –                                   | –     | –      |
| 2009/10 | Toulouse FC     | Francja | Ligue 1   | 33    | 0      | Liga Europy UEFA                    | 6     | 0      |
| 2010/11 | Toulouse FC     | Francja | Ligue 1   | 37    | 2      | –                                   | –     | –      |
| 2011/12 | Toulouse FC     | Francja | Ligue 1   | 37    | 0      | –                                   | –     | –      |
| 2012/13 | Montpellier HSC | Francja | Ligue 1   | 36    | 1      | Liga Mistrzów UEFA                  | 4     | 0      |
| 2013/14 | Montpellier HSC | Francja | Ligue 1   | 33    | 1      | –                                   | –     | –      |
| 2014/15 | Montpellier HSC | Francja | Ligue 1   | 11    | 0      | –                                   | –     | –      |

Stan na: 14 grudnia 2014 r.

## Kariera reprezentacyjna
Congré jest byłym reprezentantem Francji U-21. W młodzieżowej kadrze rozegrał siedem spotkań i zdobył dwie bramki. Z powodu złamania lewej stopy nie został powołany na Mistrzostwa Europy U-21 w 2006 roku.